# جلال الدين ماشاريبوف
جلال الدين ماشاريبوف (بالأوزبكية: Жалолиддин Машарипов/Jaloliddin Masharipov) (1 سبتمبر 1993 -) هو لاعب كرة قدم أوزبكي يلعب كلاعب وسط في منتخب أوزبكستان واستقلال طهران .

## روابط خارجية
- جلال الدين ماشاريبوف على موقع قاعدة بيانات كرة القدم.إي يو (الإنجليزية)
- جلال الدين ماشاريبوف على موقع ناشيونال فوتبول تيمز (الإنجليزية)
- جلال الدين ماشاريبوف على موقع Soccerway.com (الإنجليزية)
- جلال الدين ماشاريبوف على موقع عالم كرة القدم.نت (الإنجليزية)